# Askanijci
Askanijci (njem. Askanier), poznata prema jednom od svojih glavnih posjeda i kao dinastija Anhalt, njemačka vladarska dinastija saskog podrijetla osnovana u 11. stoljeću, nazvana isprva prema dvorcu Askaniji na području Ascherslebena. Isprva su vladali grofovijom Ballenstedt, da bi sredinom 12. stoljeća preuzeli vlast u markgrofoviji Brandenburg te naposljetku u grofoviji i kasnije kneževini Anhalt. Obitelj se s vremenom razdijelila na nekoliko pobočnih grana, od kojih su najvažnije Anhalt, Brandenburg, Lauenburg i Wittenberg, a jedna pripadnica obitelji, Katarina Velika, uspjela je uspeti se na rusko carsko prijestolje.

## Povijest dinastije
Osnivač dinastije bio je Esiko od Ballenstedta (o. 1060.) koji je vladao grofovijom Ballenstedt od 1036. godine. Na osnovu dostupnih povijesnih izvora, čini se da je Esikov unuk Oton Bogati postao prvi vladar grofovije Anhalt, a ujedno je držao i obiteljsku grofoviju Ballenstedt. Otonov sin bio je Albert Medvjed († 1170.) koji je pokorio slavenske teritorije u Brandenburgu te ponio naslov markgrofa tog osvojenog područja. Poslije njegove smrti njegov stariji sin Oton I. je naslijedio markgrofoviju Brandenburg, kojom su njegovi nasljednici vladali do 1320. godine, dok je mlađi sin Bernhard naslijedio grofoviju Anhalt, a 1180. godine dodijeljeno mu je vojvodstvo Saska.
Godine 1212. upravu nad grofovijom Anhalt, koja se u međuvremenu odvojila od vojvodstva Saske, preuzeo je Bernhardov sin Henrik I. koji je 1218. godine uzeo naslov kneza i on se smatra stvarnim osnivačem kneževske dinastije Anhalt. Istovremeno, Bernhardov mlađi sin Albert I. Saski je naslijedio sasko vojvodstvo koje je, nakon njegove smrti 1260. godine bilo podijeljeno između njegovih sinova, Ivana I. i Alberta II., na Saska-Lauenburg i Saska-Wittenberg. Ogranak Askanijaca iz kuće Saska-Lauenburg održao se do 1689. godine, dok je grana Saska-Wittenberg, koja je 1356. godine osigurala izbornički naslov, izumrla 1423. godine, nakon čega su njeni naslovi i posjedi prešli na markgrofove Meissena iz dinastije Wettin.
Loza Bernhardova sina Henrika I. vladala je kneževinom Anhalt sve do 1918. godine.